# Dil Chahta Hai
Dil Chahta Hai (Hindi: दिल चाहता है) es una película india con la actuación de Aamir Khan, Saif Ali Khan, Akshaye Khanna, Preity Zinta, Sonali Kulkarni y Dimple Kapadia. Recibió mucha aclamación crítica por el retrato de los jóvenes cosmopolitas.

## Reparto
- Aamir Khan - Akash
- Saif Ali Khan - Sameer
- Akshaye Khanna - Siddharth "Sid" Sinha
- Preity Zinta - Shalini
- Sonali Kulkarni - Pooja
- Dimple Kapadia - Tara Jaiswal
- Ayub Khan - Rohit
- Suhasini Mulay - Madre de Sid
- Rajat Kapoor - Mahesh
- Samantha Treymane - Deepa
- Suchitra Pillai - Priya
- Azad Dadarkar - Subodh "Time Table"
- Rakesh Pandey - Padre de Rohit
- Ahmed Khan - A K Malhotra, padre de Akash

## Música
| # | Título                   | Artista                      | Duración |
| 1 | Dil Chahta Hai           | Shankar Mahadevan            | 5:11     |
| 2 | Jaane Kyon               | Udit Narayan, Alka Yagnik    | 4:49     |
| 3 | Woh Ladki Hai Kahan      | Shaan, Kavita Krishnamurthy  | 5:06     |
| 4 | Kaisi Hai Yeh Ruth       | Srinivas                     | 5:29     |
| 5 | Koi Kahe Kehta Rahe      | Shankar Mahadevan, Shaan, KK | 5:46     |
| 6 | Aakash's Love Theme      | Instrumental                 | 2:10     |
| 7 | Tanhayee                 | Sonu Niigaam                 | 6:10     |
| 8 | Dil Chahta Hai (Reprise) | Shankar Mahadevan            | 4:18     |
| 9 | Rockin Goa               | Coro                         | 2:06     |

## Premios

### National Film Awards
- 2002: National Film Award for Best Feature Film in Hindi

### 2002 Filmfare Awards
- Best Supporting Actor - (Akshaye Khanna)
- Best Comedian - (Saif Ali Khan)
- Critics Award Best Movie - (Farhan Akhtar)
- Best Screenplay - (Farhan Akhtar)
- Best Choreography - (Farah Khan)
- Best Editing - (A. Sreekar Prasad)
- RD Burman Award for New Music Talent - (Shankar-Ehsaan-Loy)
- Best Actor - Aamir Khan
- Best Movie - Farhan Akhtar
- Best Director - Farhan Akhtar
- Best Music Director - Shankar-Ehsaan-Loy
- Best Male Playback - Shaan, "Koi Kahe Kehta Rahe"
- Best Female Playback - Alka Yagnik, "Jaane Kyon"

### IIFA
- Best Choreographer - Farah Khan
- Best Sound Recording - Vijay Benegal
- Best Supporting Actor - Saif Ali Khan
- Best Actor (Male) - Aamir Khan
- Best Supporting Actor - Akshaye Khanna
- Best Actor (Female) - Preity Zinta
- Best Picture
- Best Story - Farhan Akhtar
- Best Direction - Farhan Akhtar
- Best Female Playback Singer - Alka Yagnik, Jaane Kyun
- Best Lyrics - Javed Akhtar for Jaane Kyon
- Best Male Playback Singer - Srinivas, Kaisa Hai Ye Ruth
- Best Music Director - Shankar Ehsaan Loy

### Screen Awards
- Best Choreographer - Farah Khan
- Best Dialogue - Farhan Akhtar
- Best Lyrics - Javed Akhtar
- Best Music Director - Shankar Ehsaan Loy
- Best Playback Singer Male - Sonu Nigam, Tanhayee
- Best Special Effect - Beeps
- Best Supporting Actor - Saif Ali Khan
- Best Actor - Aamir Khan
- Best Art Direction - Suzanne Caplan Merwanji
- Best Background Score - Shankar Ehsaan Loy
- Best Cinematography - Ravi K Chandran
- Best Director - Farhan Akhtar
- Best Editing - A Srikar Prasad
- Best Film
- Best Male Playback Singer - Srinivas, Kaisa Hai Ye Ruth
- Best Screenplay - Farhan Akhtar
- Best Supporting Actor - Akshaye Khanna

### Zee Cine Awards
- Best Debut Director - Farhan Akhtar
- Best Supporting Actor - Akshaye Khanna
- Best Actor - Aamir Khan
- Best Director - Farhan Akhtar
- Best Film
- Best Lyricist - Javed Akhtar
- Best Music Director - Shankar Ehsaan Loy
- Best Male Playback Singer - Shankar Mahadevan, Dil Chahta Hai
- Best Male Playback Singer - Sonu Nigam, Tanhayee
- Best Story - Farhan Akhtar
- Best Supporting Actor (Male) - Akshaye Khanna
- Best Supporting Actor (Female) - Dimple Kapadia

### Others
- Best Actor Critic's Award at Bollywood Movie Awards - Aamir Khan
- Best Actor in a Comic Role at Bollywood Movie Awards - Saif Ali Khan
- Best Male Playback Singer at Bollywood Music Awards - Sonu Nigam, Tanhayee